# Tyler Hilton
Tyler James Hilton (ur. 22 października 1983 w Palm Springs) – amerykański piosenkarz i aktor, autor tekstów. 
Reprezentuje nurt w muzyce pomiędzy rockiem, czasami lekkim country i popem. Zadebiutował płytą Tyler Hilton w 2001 roku. W roku 2004 wydał następny krążek zatytułowany Tracks of Tyler Hilton.
Jako aktor występuje w serialu Pogoda na miłość (One Tree Hill), gdzie prezentuje również swoje zdolności muzyczne. W 2005 roku Tyler zagrał rolę Elvisa Presleya w filmie Spacer po linie u boku Resse Witherspoon i Joaquina Phoenixa.

## Filmografia
- Pogoda na miłość (One Tree Hill, 2003–2007, 2011 - ) jako Chris Keller
- Spacer po linie (Walk the Line, 2005) jako Elvis Presley
- Charlie Bartlett (2007) jako Murphey Bivens